# Anime Expo
Anime Expo，簡稱AX，是美國的日本動畫展覽會之一，大約在每年美国独立日的周末於南加州舉行，為期四天，主辦者是非營利組織日本動畫振興協會。除了南加州之外，SPJA亦分別於2002年和2004年時在紐約和東京等地舉辦過Anime Expo。

## 節目
AX每年吸引大量美國的動漫畫同好者參加，當中有不少更是扮裝而來。現場舉辦的活動包括動漫研討會，專題討論，與及相關精品的販售攤位等。 而當中以化裝舞會、卡拉OK比賽、動畫MV比賽與及名為「AX Idol」的選美活動最受歡迎。由於Anime Expo為全日活動的關係，主辦單位在晚上會於場地附近的 Westin Bonaventure Hotel 提供通宵影視、遊戲和卡拉OK等服務。

## 歷史
Anime Expo最初為北加州的動畫展覽會，主辦單位的成員大部份來自1991年在加州聖荷西舉行的AnimeCon。該展覽會在1992年與SPJA合併，並於1994年移師南加州舉辦直至現在。
Anime Expo舉辦十多年仍然興旺的原因，在於動漫業界隨時間發展越來越大眾化與及其帶來的龐大利潤，同時亦歸功於主辦者每年邀請到具吸引力的嘉賓而吸引許多人參與。到目前為止，Anime Expo號稱美國最大的動漫展覽會，唯一例外是2003年參與人數稍稍低於位在美國東岸的對手Otakon。在1992年時Anime Expo有1750名參與者，而到了2009年增加到超過44,000名，讓Anime Expo成了北美最大、全球也排名前幾的動漫畫展覽會之一。

## 組織結構
AX的主辦者SPJA是一家在美國聯邦政府和加州登記的非營利組織。AX的工作人員分為以下數部門：會員服務部、業務運作部、計畫部、視聽服務部、展覽部、互動活動部和來賓聯繫部，每一組底下又包含了許多其他部門。除此以外，SPJA的分部也有一些在AX會上提供服務的部門，包括市場部、員工資源和財務部門。在2006年的AX會上共有超過500名工作人員和志工參與。
數年來，AX曾支付過重要員工（包含會長和部門領導）薪水。在2006年，部門領導們和他們的助手曾領過薪水。AX會長職在2005和2006年間曾是一個給薪的職位。這些付給他們的薪水其實並沒有達到全職薪水的標準（亦即支付他們的薪水低於美國法律規定的時薪），但這些薪水其實代表了給那些幾乎全職為活動規劃的重要員工的獎勵。
AX的創始組織SPJA則有全職的職業經理，SPJA的執行長和財務官也有給薪，此外處理諸如公共關係和擔任法律顧問一類的業務外包問題的顧問人士當然也是給薪的。在2009年3月27日，擔任了11年SPJA執行長的唐橋楚里（Trulee Karahashi）離開了SPJA。
自Anime Expo 2008的展覽會起，SPJA和活動計畫公司 Experient 簽訂合約，令其主持和準備展覽會。